# Akodon oenos
Akodon oenos — вид мишоподібних гризунів підродини Sigmodontinae (Сигмазубових).

## Етимологія
грец. οἶνος — «вино». Цей вид роду Akodon відомий тільки з чагарникової пустелі на середніх висотах в провінції Мендоса. Це середовище проживання було значно переобладнане для сільськогосподарських цілей і основною сільськогосподарською культурою є виноград. Мендоса відома своїм вином, і, таким чином, цілком імовірно, що більша частина середовища проживання Akodon oenos є виноград, з якого виготовляють чудові вина Аргентини.

## Опис
A. oenos можна відрізнити від інших членів varius групи наступною комбінацією характеристик: спинне забарвлення червонувато-коричневе; черевне забарвлення, як спинне, але з оранжевим відливом; кільце навколо очей відсутнє; біле підборіддя і / або гортань відсутнє. Розмір середній для групи: загальна довжина <192 мм (в середньому = 169 мм); довжина хвоста <82 (сер. = 68 мм); вуха маленькі, <16 мм; верхньощелепний зубний ряд відносно великий за розміром, <5,05 мм (сер. = 4,75 мм).

## Поширення
Цей вид відомий тільки з типового місцезнаходження: Аргентина, провінція Мендоса, між 600-1200 м. Цей вид зустрічається в галофітних (солоних) пустельних чагарниках, де домінують кілька видів лободи (Atripler lampa, A. fivescens, A. nrgenrina) і чагарник Suaeda divaricnta.

## Загрози та охорона
Сільськогосподарська діяльність створює все більшу загрозу. Вид не проживає в якій-небудь захищеній області.